# Вирка (притока Серні)
Ви́рка (Ве́рке, Ві́рке) — річка в Україні, ліва притока Серні (Серне), басейн Дунаю. Деякі ненаукові джерела називають її каналом, що з'єднує річки Латориця та Боржава.

## Гідрографія

### Розташування
Розташована в Берегівському районі Закарпатської області. Тече Закарпатською низовиною. На березі Вирки розташоване місто Берегове.

### Характеристики
Довжина 33 км. Площа водозбірного басейну 179 км². Похил річки 0,3 м/км. Долина шириною 100–300 м; річище — до 10 м. Річище частково каналізоване. Колись річка Вирка була повноводною, нею плавали спортсмени на байдарках, у місті проводили численні змагання. У радянські часи Вирка була сильно звужена.

## Використання
Для обводнення міста Берегове в 1892 році було впорядковано набережні Верке, греблю на річці Боржава біля села Боржава та шлюз на каналі в тілі правобережної дамби річки Боржави. Вода з річки Боржава завдяки підпору греблі шлюзом подається в річку Верке, яка далі самопливом проходить через місто Берегово, покращує його санітарний стан і надходить в магістральні канали Берегівської меліоративної системи. За рахунок подачі води у Верке та Берегівську меліоративну систему в Берегівському та Ужгородському районах обводнюється територія площею до 40 тис. га.
Основною функцією річки Верке залишається розбавлення стічних та недостатньо очищених вод міста Берегове, села Велика Бакта та інших забруднювачів вздовж річки.

## Пам'ятки
У Береговому зберігся найдавніший міст Закарпаття — Горбатий міст. За даними Служби автомобільних доріг у Закарпатській області, цей міст через річку Вирка збудували у 1870 році. Однак, місцеві історики називають і більш ранню дату будівництва — 1853 рік. Зокрема, в архівах міста є документ, де вказано, що міський голова Андришич уклав письмову угоду з італійським майстром Яношем Петрушкою, котрий і побудував новий міст всього за 3 роки (1850–1853). Споруда протяжністю 43 м виконана у готичному стилі, із міцними опорами, вона стала однією з перших на Закарпатті, яку побудували з каменю.